# Samer Al Marta
Samer Jassim Al Marta (in arabo  سامر المرطة‎?; Al Kuwait, 1º luglio 1972) è un ex calciatore kuwaitiano, di ruolo difensore.